# Гардинер, Мюриэл (психоаналитик)
Мюриэл Гардинер (англ. Muriel Gardiner), урождённая Моррис (англ. Morris, 23 ноября 1901 — 6 февраля 1985) — американский психиатр и психоаналитик.

## Ранние годы и карьера
Гардинер родилась 23 ноября 1901 года в Чикаго, в семье Эдварда Морриса, президента мясоперерабатывающей компании Morris & Company, и Хелен (урождённой Свифт) Моррис, члена семьи, владевшей Swift & Company, ещё одной мясоперерабатывающей фирмой (в конце концов её родители развелись, а её мать снова вышла замуж — за британского политика и драматурга Фрэнсиса Нейлсона). Мюриэл родилась в богатой и знатной семье.
После окончания Колледжа Уэллсли в 1922 году она отправилась в Европу, где жила до начала Второй мировой войны. Она училась в Оксфордском университете, а затем, в 1926 году, поехала в Вену, надеясь изучать психоанализ и пройти анализ у Зигмунда Фрейда. Она получила степень по медицине в Венском университете и вышла замуж за Йозефа Буттингера, лидера австрийских революционных социалистов.
В 1934 году Мюриэл стала участвовать в антифашистской деятельности. Используя кодовое имя «Мэри», она переправляла паспорта и деньги контрабандой и предлагала свой дом в качестве убежища для антифашистских диссидентов, впоследствии эту деятельность она описала в своих мемуарах «Кодовое имя Мэри: воспоминания американской женщины в австрийском подполье» (1983). С началом Второй мировой войны 1 сентября 1939 года супруги вместе с дочерью переехали в США.
Гардинер отредактировала «Человека-волка Человека-волка», в произведении задокументирована история болезни богатого молодого русского, который в 1910 году отправился в Вену, чтобы его проанализировал Фрейд, и который стал предметом фрейдовской «Истории детского невроза». Гардинер встречалась с Фрейдом только однажды, но она знала «Человека-волка» в Вене, а «Кодовое имя Мэри» содержит предисловие дочери Фрейда, Анны Фрейд. В 1976 году она написала исследование подросткового насилия под названием «Смертельные невинные».
В период с 1965 по 1984 год Гардинер передала в общей сложности 585 акров (2,37 км²) Ассоциации водоразделов Стоуни-Брук-Миллстоун (теперь называемой Институтом водоразделов), включая ферму Брукдейл и два других объекта.
В 1983 году Гардинер оказалась втянутой в полемику между Мэри Маккарти и Лилиан Хеллман, когда она заявила, что была персонажем по имени Джулия в мемуарах Хеллмана «Пентименто» (1973) и в фильме «Джулия», основанном на главе из этой книги. Хеллман, которая никогда не встречалась с Гардинер, утверждала, что её «Джулия» была кем-то другим.
Гардинер писала, что, хотя она никогда не встречалась с Хеллман, она часто слышала о ней от друга Вольфа Швабахера, который был адвокатом Хеллман. По словам Гардинер, Швабахер посетил Гардинер в Вене, и после того, как Мюриэл Гардинер и Джозеф Буттингер переехали в свой дом на ферме Брукдейл в Пеннингтоне, штат Нью-Джерси, в 1940 году, дом был разделён на две части, и Гардинер-Баттингеры жили в одной половине, и Вольф и Этель Швабахер в другой уже более десяти лет. Большинство людей считали, что Хеллманн основала свою историю на жизни Гардинер. Редактор Гардинер сослался на маловероятность того, что в конце 1930-х годов в Вене жили две американки-миллионерши, будучи при этом студентками-медиками и антинацистскими активистами.

## Личная жизнь и смерть
Её первым мужем был британский художник Джулиан Бенедикт Орде Гардинер (1903–1982); у них была дочь Констанс, которая росла в Вене, прежде чем её отправили в Нью-Йорк, где та жила со своей сестрой, доктором Рут Моррис Баквин, педиатром, вышедшей замуж за доктора Гарри Баквина. Мюриэл Гардинер умерла от рака 6 февраля 1985 года в Принстоне, штат Нью-Джерси, в возрасте 83 лет.